# Puja Dadmarz
Puja Dadmarz (pers. پویا دادمرز ; ur. 10 listopada 1999) – irański zapaśnik walczący w stylu klasycznym.
Srebrny medalista mistrzostw świata w 2024 i brązowy w 2023; ósmy w 2022. Złoty medalista mistrzostw Azji w 2023, srebrny w 2024 i brązowy w 2021. Pierwszy w Pucharze Świata w 2022. 
Mistrz świata U-23 w 2022 i drugi w 2022. Mistrz świata juniorów w 2017 i trzeci w 2019. Mistrz Azji juniorów w 2017. Drugi na mistrzostwach Azji U-23 w 2019 roku.